# Православ'я в Польщі
Православ'я у Польщі з'явилося із проникненням християнства на землі сучасної Польщі у 8 столітті. Воно зберігалося на землях колишнього Галицько-Волинського князівства аж до 15 століття. Після прийняття уній й утисків з боку Римо-Католицької церкви Православна церква опинилася у дуже тяжкому становищі аж до входження цих територій у склад Російської імперії. Після першої світової війни була проголошена автокефалія Польської православної церкви, однак польський уряд знову почав переслідувати православних, було зруйновано сотні храмів і величний Олександро-Невський собор у Варшаві. Після Другої світової війни становище Православної церкви у Польщі стабілізувалося, хоч вона після відходу Волині до УРСР стала зовсім нечисельною. Нині на території Польщі діють 6 православних єпархій із 11 єпископами, 27 деканатів, 250 парафій та 10 монастирів. Очолює Польську православну церкву митрополит Варшавський Савва (Грицуняк).

## Історія

### Поява християнства
На території, що входять до складу сучасної Польщі, християнство проникало з різних сторін: з Великого князівства Моравського, з Німецьких земель та з Київської Русі. Цілком природно, що польські землі, як суміжні з Великою Моравією зазнали впливу місії святих Кирила і Мефодія. Із розширенням Моравського князівства Сілезія, Краків і Мала Польща увійшли до складу Велиградської єпархії.
У 966 польський князь Мешко I приймає християнство, за чим послідувало хрещення народу. За переказами Мешко спочатку прийняв християнство східного греко-слов'янського обряду, але після його одруження на саксонської принцесі у Польщі посилився латинський вплив. Археологічні розкопки свідчать про те, що ще до хрещення Мешко на території Польщі існували храми, збудовані у візантійському стилі.
До часу хрещення Русі землі по західній стороні річки Бугу, де знаходяться такі нині відомі польські міста як Холм і Перемишль, входили до складу Київського князівства. У цих краях християнство посилювало свій вплив одночасно з поширенням його в інших руських землях. У 11 столітті у Західній Русі виникли два самостійних князівства - Галицьке і Волинське, які наприкінці 12 століття були об'єднані в єдине Галицько-Волинське.

### Перша православна кафедра
У 13 столітті за князя Данила Романовича Галицько-Волинське князівство досягає своєї могутності. У його столиці - Холмі - стараннями князя була заснована православна єпископська кафедра. Діти й онуки князя Данила зберігали вірність православ'ю, але в другій чверті 14 століття рід Галицько-Волинських князів у чоловічій лінії згас. Дві галицькі княжни були одружені з Литовським і Мазоветським князями. Волинь потрапила у володіння Литовського князя Любарта, який сповідував православ'я, але з Галичиною було інакше. Син Мазоветського князя Юрій II Болеслав був вихований матір'ю у православ'ї, але згодом ухилився в католицтво. Ставши галицьким князем він, за настановами папи Римського, утискав православних.

### Погіршення становища Православної церкви
Після смерті Болеслава його продовжувачем став польський король Казимир Великий. У середині 14 століття він заволодів Галичиною. Волинь, незважаючи на заклики папи до хрестового походу проти «схизматиків», литовському князю Любарту вдалося відстояти. Після приєднання Галицьких і Холмських земель до польських володінь, становище православних тут помітно погіршилося. Православне населення піддавалося різного роду дискримінації, ускладнювалася можливість торгової і ремісничої діяльності.
Після вступу великого князя Литовського Ягайла у шлюб з польською королевою Ядвігою було покладено початок об'єднання Польського королівства і Литовського князівства. Однією з умов шлюбу був перехід Литовського князя в католицтво. Ще у 1385 році Ягайло офіційно відрікся від православ'я, а через рік після шлюбу у 1387 році він оголосив римо-католицьку віру пануючою в Литві. Незабаром почалися утиски православних. Найбільші насильства відбувалися в Галичині. У Перемишлі католикам був переданий православний собор. На Городельському сеймі 1413 року, що підтвердив об'єднання Литви з Польщею, був виданий указ про недопущення православних до вищих державних посад.

### Православ'я у період уній
У 1458 році уніатський Константинопольський патріарх Григорій Мамма, який жив у Римі, поставив литовсько-галицьким митрополитом Григорія, що був у свій час протодияконом у митрополита Ісидора. Григорій спробував затвердити у своїй митрополії унію і почав гоніння на православне духовенство, але не знайшов підтримки у польського короля і в 1469 році сам приєднався до православ'я. Ягеллони, утім, не бажали протегувати православ'ю й охоче урізали його права і послаблювали матеріальне становище Православної церкви і віруючих.
У 15 і 16 століттях у районах, які тепер входять до Люблинського, Білостоцького і Ряшівського воєводства, велика частина населення сповідувала православну віру, або, як називали її в офіційних документах, «руську віру», «грецький закон».
У Люблинській унії 1569 року політична програма Городельського сейму отримала своє завершення. Якщо до цього Польща і Литва знаходилися лише в конфедеративному союзі і мали свої відмінності в управлінні, то Люблинська унія знищила самостійність Литовського князівства. Православне населення Білорусі та Західної України, що опинилося у складі Польщі почало відчувати систематичний гніт з боку католицизму. Особливо важким часом для Православної церкви було правління польського короля Сигізмунда III. Цей вихованець єзуїтів, пройнятий крайніми католицькими поглядами, ставив вище за все інтереси Римського престолу.
Складне становище було і з православною ієрархією. До кінця 16 століття велика її частина на чолі з Київським митрополитом Михаїлом (Рогозою) прийняла проголошену на Брестському соборі 1596 унію і визнала над собою владу Римського єпископа. Але православні віруючі переважно не прийняли і стали на захист Православної церкви. У цей час створюється багато полемічних творів, спрямованих на захист чистоти віри від посягань з боку інослав'я і перш за все Римо-католицької церкви. Дуже важливу роль у захисті Православ'я проти розповсюджувачів унії грали православні церковні братства. Необхідно особливо згадати Львівське і Віленське православні братства, що представляли собою згуртовані спілки міського населення. Відповідно до прийнятих статутів найголовнішою своєю справою братства вважали: відкриття та утримання духовних училищ, підготовку освіченої православної молоді, створення друкарень і видання необхідних книг. Однак сили в боротьбі з наступаючим католицизмом були нерівні. Православні братства, позбувшись підтримки з боку шляхти, що перейшла в католицтво, поступово скорочували свою діяльність.

### 17-18 століття
До кінця 16 століття більшість православного населення нинішніх східних областей Польщі католики вважали вже уніатським. З другого десятиліття 18 століття для всього православного населення Західної України, яка входила до складу Польщі, залишився тільки один православний єпископ - Білоруський. Не вніс істотних змін у становище православних у Польщі і Великий сейм 1788 - 1792 років, що проголосив серед іншого, релігійну свободу.
Наприкінці 18 століття у Польщу потрапляють грецькі православні купці, які оселяються тут і прагнуть підтримати Православ'я. Однак влада не дозволяла їм облаштовувати храми, тому богослужіння відбувалися у молитовних будинках. Священники запрошувалися з Буковини, Угорщини, Болгарії, Греції.

### У Російській імперії
Ситуація докорінно змінилася після приєднання польських земель до Російської імперії (1795 рік — третій поділ Польщі; 1814-1815 роки — рішення Віденського конгресу). Становище православних на землях, що увійшли до складу імперії, відразу покращилося без якихось особливих заходів. Гоніння, насильницьке навернення в унію та антиправославна пропаганда, змінилося переходом до православ'я і громад і святинь. Більшість парафій у приєднаних до Російської імперії землях склали одну єпархію, що отримала у 1793 році назву Мінська. Число православних стало збільшуватися за рахунок навернення уніатів у Православ'я. У деяких місцях, наприклад, у тогочасній Брацлавській губернії, це повернення проходило досить швидко і спокійно.
У 1834 році у Варшаві вже було заснований вікаріат Волинської православної єпархії, та призначено Антонія Рафальского єпископом Варшавським. А в 1840 році самостійна єпархія з єпископства зводиться архієпископства Варшавського і Новогеоргіївського, відповідно Антоній стає архієпископом.  З 1875 року (після навернення холмських уніатів) Холмсько-Варшавським. У 1905 році була виділена в самостійну Холмська єпархія.

### У Польській державі
Після Першої світової війни, в 1918 році, було відроджено Польську державу. Відповідно до Ризького договору 1921 року західна Білорусь і західна Україна увійшли до складу Польщі. У зв'язку з новим політичним становищем Священний синод Московської патріархії у вересні 1921 року призначив на Варшавську кафедру колишнього Мінського архієпископа Георгія (Ярошевського), який у січні наступного року був возведений у сан митрополита. Церкві у Польщі було одночасно надано право автономії.
У 1922 року за підтримки державної влади Собор православних єпископів у Польщі, що відбувся у Варшаві, рішуче висловився за встановлення автокефалії Православної церкви у Польщі. За були митрополит Георгій (Ярошевський), єпископи Діонісій (Валединський) і Олександр (Іноземцев), проти — проросійські архієпископ Єлевферій (Богоявленський) і єпископ Володимир (Тихоницький).
8 лютого 1923 у житті Польської православної церкви сталася надзвичайна подія - російський націоналіст архімандрит Смарагд (Латишенко), колишній ректор Волинської духовної семінарії, відсторонений від посади і заборонений у священнослужінні митрополитом Георгієм (Ярошевським), пострілом із револьвера убив митрополита. Через два дні після цієї трагічної події обов'язки Митрополита та Голови Священного Синоду взяв на себе архієпископ Волинський і Кременецький Діонісій (Велединський), а 27 лютого того ж року Собором православних єпископів Польщі він був обраний Митрополитом Варшавським. Убиство посилило антиросійські і проавтокефальні настрої у Польській церкві, й ієрархія почала повноцінні переговори з Вселенським патріархатом.

### Надання автокефалії Православній церкві у Польщі
Константинопольський патріарх Мелетій IV 13 березня 1923 року затвердив митрополита Діонісія (Валединського) у цьому сані предстоятеля і визнав за ним титул Митрополита Варшавського і Волинського і всієї Православної Церкви в Польщі і священноархімандрита Почаївської Успенської Лаври. Митрополит Діонісій звернувся до Константинопольського патріарха Григорія VII з проханням благословити і затвердити автокефалію Польської православної церкви, а потім сповістити про це і всіх голів помісних православних церков. 13 листопада 1924 за три дні до своєї кончини патріарх Григорій VII підписав Патріарший і Синодальний Томос Константинопольської Патріархії про визнання Православної Церкви в Польщі автокефальною. Однак офіційне проголошення автокефалії затрималося майже на рік у зв'язку з виникненням негараздів у Константинопольської патріархії після смерті Григорія VII. Його наступник, Костянтин VI, наприкінці січня 1925 року був висланий із Константинополя турецькою владою, і патріарша кафедра до липня того ж року залишалася вільною. Новообраний Патріарх Василій III повідомив у серпні Митрополита Діонісію, що в наступному місяці він надішле до Варшави делегацію, яка і привезе Томос про автокефалію Православної церкви у Польщі.
У середині вересня до Варшави прибули представники Константинопольської та Румунської церков, а 17 вересня у їхній присутності, а також за наявності всього єпископату Польщі, представників єпархій, варшавської пастви і членів уряду в митрополичому храмі святої Марії Магдалини відбулося урочисте оголошення Патріаршого Томосу. Автокефалію Православної церкви у Польщі визнали в той час всі помісні і автономні церкви, за винятком Російської православної церкви.

### Нова хвиля переслідувань
Спираючись на підписаний у 1927 році польським урядом і Римським папою конкордат, що визнавав у Польщі католицтво панівним віросповіданням, римо-католики у 1930 році виступили з судовим позовом про повернення православних храмів, святинь, церковного майна, що нібито колись належало Католицькій церкві. Був пред'явлений позов відносно 700 церковних об'єктів, серед них були такі православні святині як Почаївська Лавра і багато інших монастирів, Кременецький та Луцький кафедральні собори, стародавні храми. Підставою до таких претензій католики висували те положення, що згадані церковні об'єкти колись належали уніатам, але урядом Російської імперії були передані православним. При цьому ігнорувалось насильне насадження унії і первісний православний характер цих храмів і монастирів.
У цей час був зруйнований величний собор на честь святого Олександра Невського у Варшаві, розписаний В. М. Васнецовим та іншими російськими художниками (побудований у 1892-1912 роках, уміщував до 3000 вірян). Незабаром Польщу наповнили єзуїти і представники інші католицьких орденів. Одночасно під тиском уряду відбувалася полонізація духовної освіти, діловодства і богослужіння.
До моменту проголошення автокефалії Православної Церкви в Польщі, тут діяли дві духовні семінарії — у Вільно і Кременці і кілька духовних чоловічих і жіночих училищ. У лютому 1925 року було відкрито вищий духовний навчальний заклад — Православний богословський факультет при Варшавському університеті.
Наприкінці 1936 року з'явилися тривожні симптоми нового наступу на Православну церкву. У цьому році у зв'язку з 300-річчям з дня смерті уніатського митрополита Велямина Рутського у місті Львові зібрався з'їзд уніатського духовенства. Почесним головою з'їзду був греко-католицький митрополит Андрей Шептицький (помер у 1944 році). Вирішено було, що для українського народу якнайкращою формою церковності є його унія з Римом, тому галицьке уніатське духовенство має отримати повну свободу для місіонерської діяльності серед українців, білорусів, росіян, які проживають у Польщі. Продовженням наміченої уніатським з'їздом програми стало опублікування 25 травня 1937 нової інструкції по вровадженню «східного обряду». В інструкції зверталася увага на те, що Ватикан надає великого значення «поверненню православних до віри батьків», а між тим робота в цьому напрямку йде повільно і малоуспішно.

Жахливі події що отримали назву "ревіндикація" відбулися у 1938 році на Холмщині і на Підляшші, де храми стали не тільки закривати, але й руйнувати, а православне населення піддавати всіляким переслідувань. Було зруйновано близько півтори сотні храмів і молитовних будинків. Понад 200 священнослужителів і церковнослужителів виявилися безробітними, позбавленими засобів до існування. У польській пресі не говорилося, зрозуміло, про подібні безчинства, але за деякий час до зазначених подій на Холмщині та Підляшші була проведена відповідна підготовка. Так, у польських газетах з'явилися повідомлення, що на Холмщині і в деяких інших містах є багато православних храмів, побудованих царським російським урядом з наміром русифікувати край. Ці храми виставлялися як пам'ятники рабства, тому потрібно їх руйнування. Ніякі протести православних, навіть виступи на засіданнях сейму із промовами про насильства відносно Православної церкви, не бралися до уваги. Марно Митрополит Діонісій (Валединський) звертався до влади про заступництво, посилаючи телеграми міністру юстиції як Генеральному прокурору Польщі, маршалу, прем'єр-міністру, президенту республіки, благаючи дати розпорядження в ім'я справедливості та християнської любові припинити руйнування Божих храмів. Ніщо не приносило результатів.

### Друга світова війна
1 вересня 1939 почалася Друга світова війна. Менше ніж через місяць німецькі танки вже знаходилися на вулицях Варшави. Східні області Польщі були зайняті Радянським Союзом. Польща, таким чином, була розділена між СРСР і Німеччиною. На території колишньої Польщі, яка була окупована Німеччиною, було створено так зване Генерал-губернаторство, в якому існували три єпархії: Варшавська, Холмська і Краківська. Землі, зайняті радянськими військами у 1939-1941 роках увійшли до складу Мінської єпархії. Також у складі СРСР опинилася Волинська єпархія. Тут, як повсюди в СРСР, Православна церква зазнавала утисків з боку держави.
Вивозили в радянські табори не тільки католиків, військових, але і вірних православної церкви, а разом із ними духовенство. В духовному житті настав зміна під час німецької окупації. Німці прагнули до знищення комуністичної ідеології і в зв'язку з цим дозволяли відкривати закриті раніше храми. На території України стали діяти українські єпископи Польської православної церкви на чолі з митрополитом Полікарпом (Сікорським). Цю структуру традиційно називають Української автокефальною православною церквою, хоча формального проголошення автокефалії не було, єпископат вважав себе частиною колишньої Польської православної церкви (яка після ліквідації держави Польща перестала використовувати у своїй назві слово «Польська»). Паралельно тут залишалися структури Московського патріархату — Українська автономна православна церква.

### Повоєнний період
Після Другої світової війни автокефалія Польської православної церкви була визнана визначенням Священного синоду Російської православної церкви від 22 червня 1948 року. Предстоятелем став архієпископ Тимофій (Шреттер), з 1951 до 1998 року - митрополит Макарій. У 1949 році були засновані три єпархії: Варшавська, Білостоцька-Гданська і Лодзько-Вроцлавська. У зв'язку з міграцією людей зі Сходу в центр і на захід Польщі був здійснений новий поділ єпархій. До 1952 року у Польської православної церкви було чотири єпархії: Варшавсько-Бєльська, Білостоцько-Гданська, Лодзько-Познанська та Вроцлавсько-Щецинська. У 1983 році була відновлена Перемишльсько-Новосондецька єпархія, а в 1989 році - Люблинсько-Холмська.

## Сучасний стан
Сьогодні Православна церква Польщі нараховує шість єпархій, понад 250 парафій, 410 церков, 259 священнослужителів та 600 тисяч віруючих. Очолює Церкву митрополит Савва (Грицуняк).
Єпархії і єпископат:
- Варшавсько-Більська єпархія
  - митрополит Варшавський і всієї Польщі Савва (Грицуняк)
  - єпископ Сім'ятицький Георгій (Паньковський)
  - єпископ Гайнувський — вакантно
- Білостоцько-Ґданська єпархія
  - архієпископ Білостоцький і Ґданський Яків (Костючук)
  - єпископ Супрасльський Григорій (Харкевич)
- Лодзько-Познанська єпархія
  - архієпископ Лодзький і Познанський Симон (Романчук)
- Перемишльсько-Новосанчівська єпархія
  - архієпископ Перемишльський і Новосанчівський Адам (Дубец)
  - єпископ Горлицький Паїсій (Мартинюк)
- Вроцлавсько-Щецінська єпархія
  - архієпископ Вроцлавський і Щецінський Єремія (Анхимюк)
- Люблінсько-холмська єпархія
  - архієпископ Люблінський і Холмський Авель (Поплавський)

Діяльність неканонічних православних церков на території Польщі не залишає помітного сліду.

## Навчальні заклади
- Православний богословський факультет Варшавського університету (1925-1939)
- Варшавська православна духовна семінарія
- Секція православного богослів’я Християнської богословської академії у Варшаві
- Яблочинська православна духовна семінарія

## Монастирі
- Яблочинський монастир
- Супрасльський Благовіщенський монастир

## Собори
- Митрополичий собор святої рівноапостольної Марії Магдалини
- Олександро-Невський собор (Варшава) — зруйнований